# Скај Вали (Џорџија)
Скај Вали (енгл. Sky Valley) град је у америчкој савезној држави Џорџија. По попису становништва из 2010. у њему је живело 272 становника.

## Демографија
Према попису становништва из 2010. у граду је живело 272 становника, што је 51 (23,1%) становника више него 2000. године.
| Група             | 2000.       | 2010.       |
| Белци             | 211 (95,5%) | 260 (95,6%) |
| Афроамериканци    | 9 (4,1%)    | 0 (0,0%)    |
| Азијати           | 0 (0,0%)    | 5 (1,8%)    |
| Хиспаноамериканци | 0 (0,0%)    | 4 (1,5%)    |
| Укупно            | 221         | 272         |